# Liste der Museen im Kreis Warendorf
Die Liste der Museen im Kreis Warendorf beinhaltet Museen, die unter anderem Kunst, Kultur und Naturgeschichte vorstellen.

## Liste der Museen
| Bezeichnung                                         | Ort           | Bemerkungen | Bild |
| --------------------------------------------------- | ------------- | --- | ---- |
| Heimatmuseum                                        | Ahlen         | |      |
| Kunstmuseum Ahlen                                   | Ahlen         | |      |
| Fritz-Winter-Haus                                   | Ahlen         | Gegründet von Fritz Winter |      |
| Interreligiöses Museum im Goldschmiedehaus          | Ahlen         | Am 8. November 1984 gegründet von Anni und Werner Fischer |      |
| Stadtgalerie                                        | Ahlen         | |      |
| Heimatmuseum im Wehrturm                            | Beckum        | |      |
| Karnevalsmuseum                                     | Beckum        | |      |
| Museumsschmiede Galen                               | Beckum        | |      |
| Stadtmuseum                                         | Beckum        | |      |
| Zementmuseum Köttings Mühle                         | Beckum        | |      |
| Dat kleine Immenhuisken                             | Drensteinfurt | |      |
| Mühlen- und Gerätemuseum Rinkerode                  | Drensteinfurt | |      |
| Alte Brennerei Schwake                              | Ennigerloh    | Neustraße 51° 50′ 12″ N, 8° 1′ 23″ O |      |
| Kavallerie-Museum Schloss Vornholz                  | Ennigerloh    | |      |
| Mitmachmuseum Up'n Hof                              | Everswinkel   | |      |
| Georg-Lechner-Biermuseum                            | Oelde         | |      |
| Museum für Westfälische Literatur Haus Nottbeck     | Oelde         | Ortsteil Stromberg, Landrad-Predeik-Allee 1 51° 49′ 14″ N, 8° 13′ 48″ O |      |
| Heimatmuseum im Heimathaus                          | Ostbevern     | |      |
| RELíGIO - Westfälisches Museum für religiöse Kultur | Telgte        | Herrenstraße 2 51° 59′ 6″ N, 7° 47′ 11″ O |      |
| Museum Abtei Liesborn                               | Wadersloh     | Im Ortsteil Liesborn 51° 42′ 45″ N, 8° 15′ 34″ O |      |
| Stadtmuseum Warendorf                               | Warendorf     | Dezentrales Museum, mehrere Standorte: Gadem Zuckertimpen 4 ⊙, Fabrikantenwohnhaus Bispinck ⊙, Klassizistisches Bürgerhaus Klosterstraße 7 ⊙, Torschreiberhaus ⊙ und Historische Rathaus ⊙ |      |
| Zigarrenmacherhaus Uchtmann                         | Warendorf     | Gerichtsfuhlke 1, Museum und Ferienhaus 51° 57′ 5″ N, 7° 59′ 39″ O |      |
| Westpreußisches Landesmuseum                        | Warendorf     | Im ehemaligen Franziskanerkloster 51° 57′ 5″ N, 7° 59′ 44″ O |      |
| Heinrich Friederichs Museum                         | Warendorf     | Oststraße 47 51° 57′ 1″ N, 7° 59′ 41″ O |      |
| Stiftskammer Freckenhorst                           | Warendorf     | Ortsteil Freckenhorst, in der Petrikapelle, geöffnet von April bis Oktober sonntags von 15:00 bis 16:30 Uhr 51° 55′ 16″ N, 7° 58′ 3″ O                                                     |      |
| Stellmacherei Hoetmar                               | Warendorf     | Ortsteil Hoetmar, Lindenstraße 28 51° 52′ 24″ N, 7° 54′ 51″ O |      |
| Westfälische Deutzer Motorensammlung                | Warendorf     | Ortsteil Vohren, Vohren 90 51° 56′ 16″ N, 8° 3′ 25″ O |      |